# Molen van Verzenay
De molen van Verzenay (Frans: Moulin de Verzenay) is een historische windmolen (gebouwd in 1818) gelegen in de gemeente Verzenay, in het hart van de Champagnestreek in het departement Marne (regio Grand Est, Frankrijk). 
Hoewel de molen niet meer operationeel is als korenmolen, is ze een belangrijk symbool van de regio en speelt ze een prominente rol in de promotie van champagne en het culturele erfgoed van de streek. Hij is sinds 1972 eigendom van het champagnehuis Mumm.

## Ligging
De molen bevindt zich op een heuvel 700m ten noordwesten van Verzenay, met uitzicht op uitgestrekte wijngaarden die deel uitmaken van de beroemde Montagne de Reims. De heuvel waarop de molen staat, wordt vaak de Mont Boeuf genoemd.
De ligging is strategisch en panoramisch, en biedt een uitzicht over het omliggende landschap dat bekendstaat om zijn productie van hoogwaardige Pinot Noir-druiven, essentieel voor champagne.

## Geschiedenis

### Korenmolen
De molen werd in 1818 door het echtpaar Tinot-Vincent op de Mont-Bœuf gebouwd om granen (tarwe, gerst en rogge) te malen. Als enige overgebleven molen van de vele andere molens uit de 19e eeuw draagt hij nu bij aan de schoonheid van het landschap. Oorspronkelijk had het twee molentorens en twee hoofdgebouwen om twee verschillende soorten graan tegelijkertijd te kunnen malen.
De laatste eigenaar was de familie Boudeville, die de molen in 1863 kocht. Ze exploiteerden de molen tot 1903, toen ze de activiteiten vrijwillig staakten omdat molenaar Paul-Emile Boudeville had besloten dat de molen na zijn dood niet meer zou draaien.

### Vakantieoord
Het huis Walbaum Goulden kocht de molen in 1904 voor 10.000 goudfranken. Aanvankelijk vereiste de transactie duizend goudfranken voor elk van de negen erfgenamen. Ten tijde van de ondertekening van de akte was er echter net een nieuw kind geboren. De familie eiste daarom duizend goudfranken extra om de verkoop te voltooien, wat werd geaccepteerd. De molen werd omgebouwd tot vakantieoord met de bouw van een jachthuis. 
In 1920 werd de molen geconsolideerd en werden de bewegende delen stilgelegd. In 1923 werd de molen eigendom van het champagnehuis Heidsieck & Co Monopole. 

### Tijdens de twee wereldoorlogen

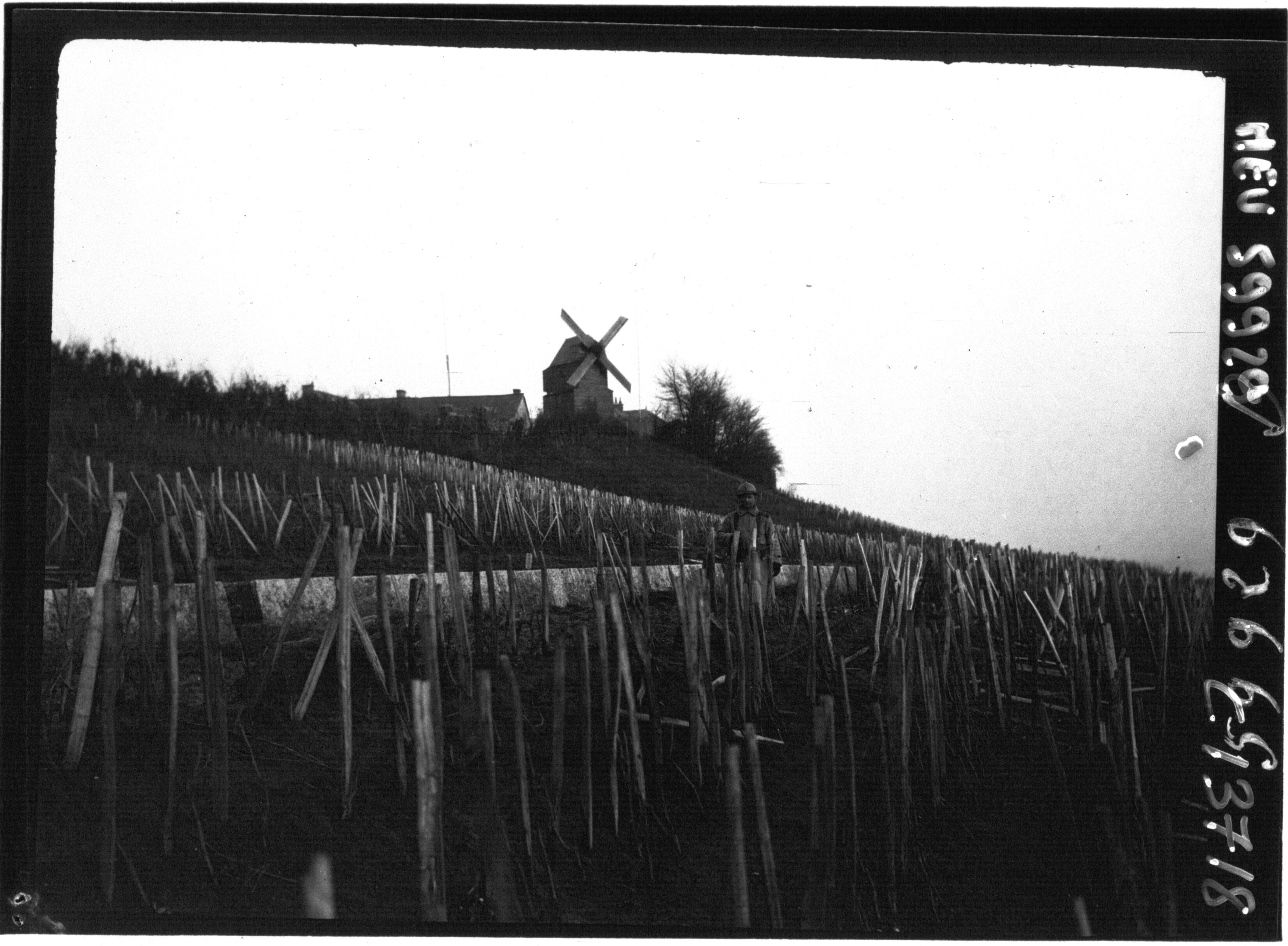
De molen tijdens WO 1

De molen, zeer gunstig gelegen op een hoogte van 222 m en het panoramische uitzicht, diende als observatiepost tijdens de Eerste Wereldoorlog. Er werden ondergrondse tunnels en betonnen gangen gebouwd. 
Op 27 september 1917 gingen Raymond Poincaré, President van de Republiek, en de geallieerde leider Victor Emmanuel II, koning van Italië, vergezeld door generaals Fayolle, Micheler en Gouraud, daarheen om de vijandelijke linies te observeren.
Hij werd getroffen door verschillende granaten: één op de centrale as en één in een opening van de molen.
In 1944 werd het opnieuw gebruikt als observatorium door het Amerikaanse leger.

### Na de oorlogen
In 1949 werd onder leiding van de heer Rémy, de toenmalige directeur van het huis Heidsieck, een restauratie van de molen uitgevoerd, met respect voor de oorspronkelijke kenmerken. Het geraamte, het schrijnwerk en de vier vleugels werden in hun oorspronkelijke staat hersteld.
In 1972 verwierf het champagnehuis Mumm de molen, dat sindsdien de molen onderhoudt en openstelt voor privérecepties. Gasten kunnen er genieten van een uitzonderlijk panorama over de wijngaarden van de champagne.
De molen raakte zwaar beschadigd tijdens de storm van juli 2013. Eind december 2013 werden de door de storm beschadigde wieken vervangen door nieuwe wieken van 9 meter lang en 700 kg per stuk.

## Galerij

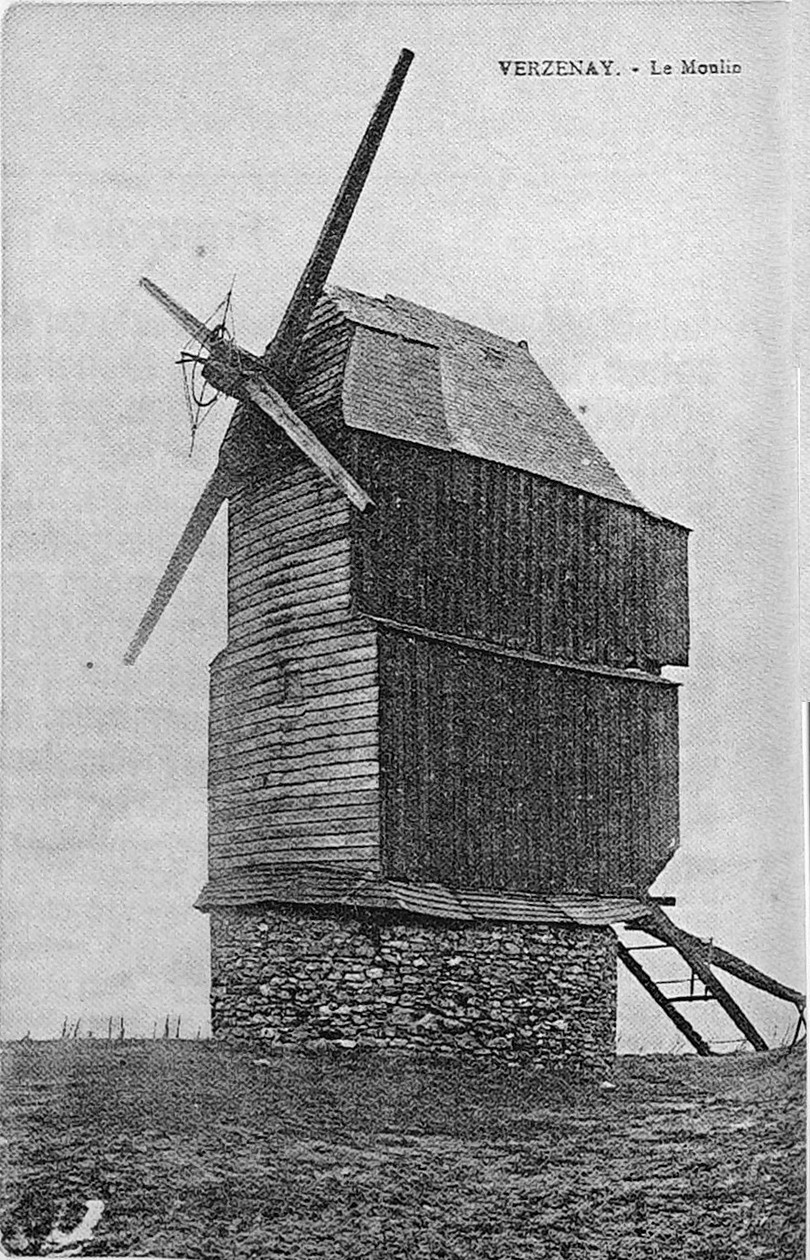
Molen zonder wieken op oude kaart
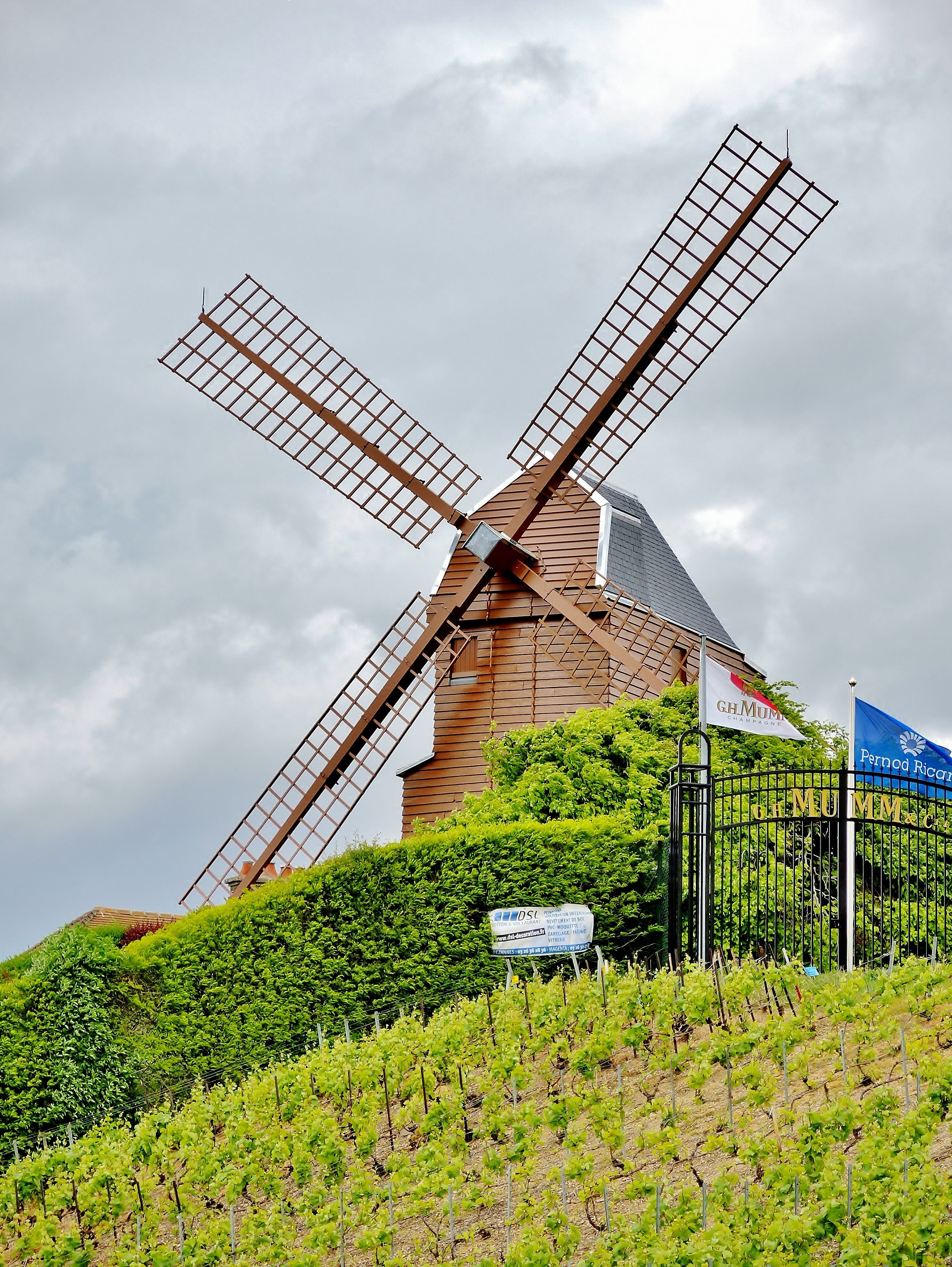
Molen met toegangspoort
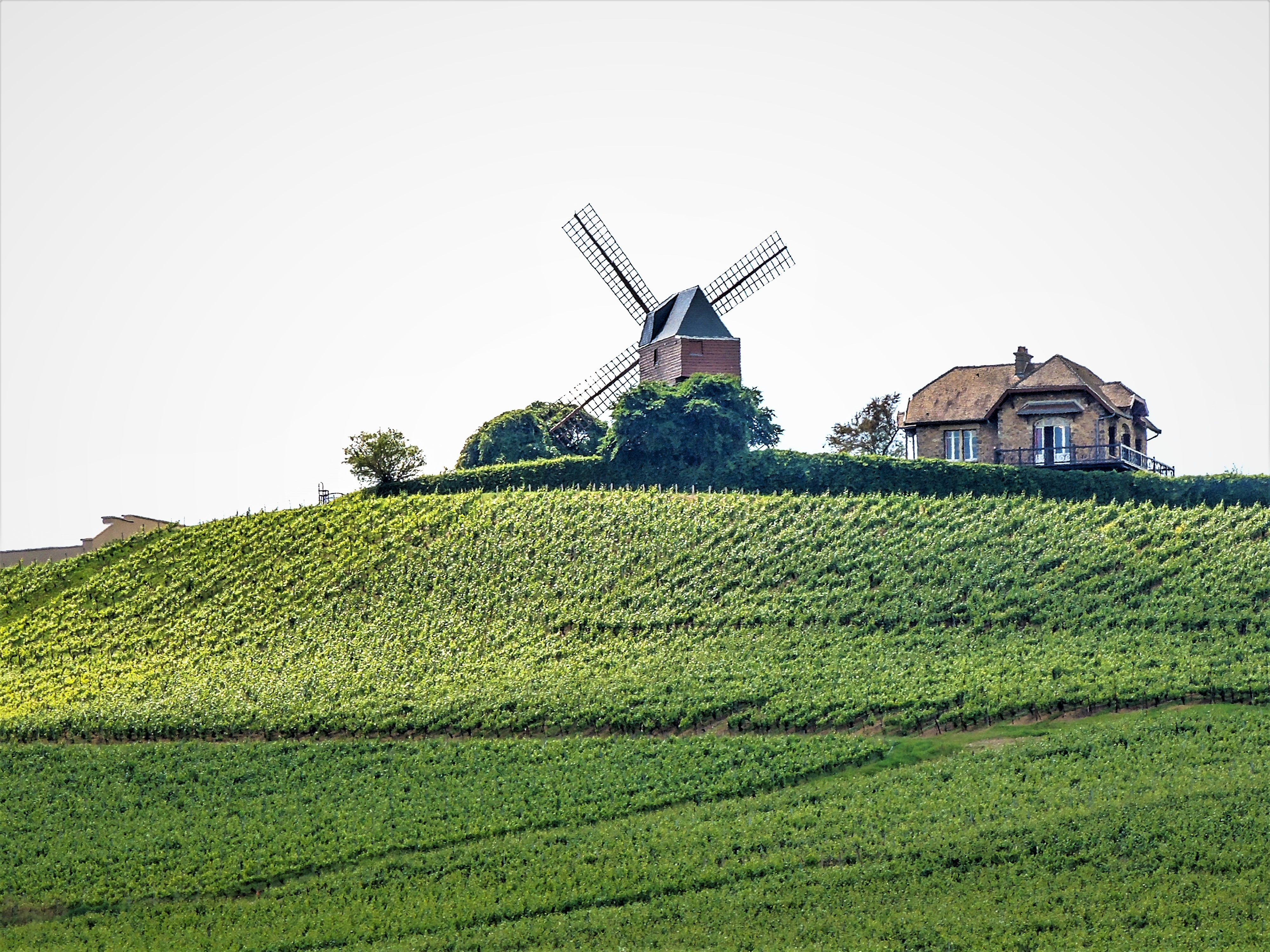
Molen vanop de D7

## Trivia

Blazoen Verzenay met de molen

- Het blazoen van Verzenay (aangenomen op 16 november 1981) bevat een verwijzing naar de molen en het linkerdeel wordt omschreven als “1e sinopel met een keelwindmolen, in gevleugeld goud en ingesloten in een cirkel van twaalf gouden sterren”.[9]
- De molen wordt vaak gebruikt als beeldmerk in wijnroutes en branding voor lokale producenten.

- Het schilderij Le Moulin de Verzenay (eerste helft 20ste eeuw) van de Franse schilder Paul Lepage heeft de molen op de achtergrond.[10]

- De nabijgelegen vuurtoren van Verzenay (die geen nautische functie heeft) werd gebouwd als reclameobject en later ingericht als museum over wijnbouw en champagneproductie. De combinatie van windmolen en vuurtoren midden in de wijngaarden is uniek en trekt jaarlijks veel bezoekers.